# Biomphalaria straminea
Biomphalaria straminea é uma espécie de caramujo da família Planorbidae, hospedeiro intermediário do Schistosoma mansoni.